# Allotrichoma augierasi
Allotrichoma augierasi är en tvåvingeart som beskrevs av Seguy 1933. Allotrichoma augierasi ingår i släktet Allotrichoma och familjen vattenflugor.
Artens utbredningsområde är Mali. Inga underarter finns listade i Catalogue of Life.